# CD-R
CD-R (Compact Disc-Recordable — «записываемый компакт-диск») — разновидность компакт-диска (CD), разработанная компаниями Philips и Sony для однократной записи информации. CD-R поддерживает все возможности стандарта «Red Book» и плюс к этому позволяет записать данные. В русской разговорной речи зачастую именуется просто «болванкой».

## История
Спецификация CD-R, первоначально называемая CD Write-Once (WO), впервые была опубликована в 1988 компаниями Philips и Sony под названием «Оранжевая книга» (англ. «Orange Book»). «Оранжевая книга» состоит из нескольких разделов, которые подробно описывают CD-WO, CD-MO (Magneto-Optic), и CD-RW (ReWritable). В последних версиях «Оранжевой Книги» отказались от названия CD Write-Once (WO) в пользу CD-R. Записанные CD-R и CD-RW полностью совместимы со стандартами Audio CD («Красная книга», англ. «Red Book») и CD-ROM («Жёлтая книга», англ. «Yellow Book»). Они используют модуляцию «8-к-14», исправление ошибок CIRC (англ. Cross-interleaved Reed-Solomon coding) и третью дорожку для коррекции ошибок, определённую в стандарте CD-ROM. Первые CD-R произведены в 1988.
Совместимость форматов CD-R и обычных компакт-дисков (CD и CD-ROM), была достигнута компанией Taiyo Yuden, которая разработала особые материалы для изготовления записывающего слоя.

## Технические детали
Обычный CD-R представляет собой тонкий диск из прозрачного пластика — поликарбоната — толщиной 1,2 мм, диаметром 120 мм (стандартный) или 80 мм (мини), весом от 16 до 18 г. Ёмкость стандартного CD-R составляет 74 минуты аудио или 650 МБ данных. Однако на данный момент стандартной ёмкостью CD-R можно считать 702 МБ данных (точнее 736 966 656 байт) или 79 минут 59 секунд и 74 фрейма. Такая ёмкость достигается на грани допусков, описанных в стандарте «Оранжевой Книги» (CD-R/CD-RW). Также на рынке имеются 90-минутные / 790 МБ и 99-минутные / 870 МБ диски, которые получили гораздо меньшее распространение.
Поликарбонатный диск имеет спиральную дорожку для направления луча лазера при записи и считывании информации. С той стороны, где находится эта спиральная дорожка, диск покрыт записываемым слоем, который состоит из очень тонкого слоя органического красителя, и затем отражающим слоем из серебра, его сплава или золота. Этот отражающий слой покрывается защитным фотополимеризуемым лаком и отверждается ультрафиолетовым излучением. И уже на этот защитный слой наносятся различные надписи краской.
Чистый CD-R не является полностью пустым, на нём имеется служебная дорожка с сервометками ATIP — Absolute Time In Pregroove — абсолютное время в служебной дорожке. Эта служебная дорожка нужна для системы слежения, которая удерживает луч лазера при записи на дорожке и следит за скоростью записи (то есть следит, чтобы длина бита была постоянной). Помимо функций синхронизации, служебная дорожка также содержит информацию об изготовителе этого диска, сведения о материале записываемого слоя, длине дорожки для записи и т. п. Служебная дорожка не разрушается при записи данных на диск, и многие системы защиты от копирования используют её для того, чтобы отличить оригинал от копии.
Первыми компаниями, которые начали выпуск CD-R, были Taiyo Yuden, Kodak, Maxell и TDK. С тех пор стандарт CD-R подвергался дальнейшему развитию для обеспечения всё больших скоростей записи и в 2006 году максимальная возможная скорость записи CD-R была равна 56x, то есть в 56 раз больше чем та, которая определена в стандарте «Оранжевой Книги» (1x = 150 КБ/с). Эти доработки заключаются, в основном, в новых материалах для записываемого слоя, лучшей геометрии дорожки и технологии нанесения записываемого слоя. Низкоскоростная запись 1х используется до сих пор для записи особых «аудио CD-R», так как записывающие деки на компакт-дисках были стандартизованы именно на эту скорость.
Используется три основных типа записываемого слоя для CD-R:
1. Цианин (англ. Cyanine) — цианиновый краситель обладает сине-зелёным (цвет «морской волны») оттенком рабочей поверхности. Этот материал использовался в самых первых «болванках» CD-R и запатентован фирмой Taiyo Yuden. Этот краситель химически нестоек, что является причиной короткого срока гарантированного хранения записанной информации. Краситель может выцвести за несколько лет. Хотя многие производители используют дополнительные химические добавки для увеличения стабильности цианина, такие диски не рекомендуется использовать в целях резервного копирования и долговременного хранения архивных данных.
2. Azo — металлизированный азокраситель, имеет тёмно-синий цвет. Его формула запатентована фирмой Mitsubishi Chemicals. Этот краситель химически стоек и его способность хранить информацию исчисляется десятилетиями (сами фирмы пишут о 100 годах).
3. Фталоцианин — чуть более поздняя разработка активного записываемого слоя. Фталоцианин практически бесцветен, с бледным оттенком салатового или золотистого цвета, из-за чего диски на основе фталоцианинового активного слоя часто называют «золотыми». Фталоцианин — несколько более современная разработка. Диски на основе этого активного слоя менее чувствительны к солнечному свету и ультрафиолетовому излучению, что способствует увеличению долговечности записанной информации и несколько более надёжному хранению в неблагоприятных условиях (фирмы заявляют о сотнях лет).

Многие производители используют различные добавки в записываемый слой, чтобы цианиновые болванки были похожи по цвету на фталоцианиновые. Поэтому нельзя просто по цвету определить материал записываемого слоя. Также и отражающий слой «золотого» цвета не гарантирует, что это фталоцианиновый CD-R. Выпускаются и многочисленные «подкрашенные» диски, которые могут быть любого цвета, даже чёрного.

## Методы записи
Чистые CD-R имеют служебную дорожку с записанными данными. Эта дорожка содержит временны́е метки и используется при записи, чтобы луч лазера записывал по спиральной дорожке, как и на обычных компакт-дисках. Вместо печати питов как физических углублений в материале «болванки» как в случае CD, при записи CD-R данные записываются на диск лучом лазера повышенной мощности, чтобы физически «прожечь» органический краситель записывающего слоя. Когда краситель нагревается выше определённой температуры, он разрушается и темнеет, изменяя отражательную способность «прожжённой» зоны. Таким образом при записи, управляя мощностью лазера, на записывающем слое получают чередование тёмных и светлых пятен, которые при чтении интерпретируются как биты.
При чтении лазер имеет значительно меньшую мощность, чем при записи, и не разрушает краситель записывающего слоя. Отражённый от отражающего слоя луч попадает на фотодиод, а если луч попадает на тёмный — «прожжённый» — участок, то луч почти не проходит через него до отражающего слоя и фотодиод регистрирует ослабление светового потока. Во время чтения «болванка» в приводе крутится на шпинделе, а читающий луч остаётся неподвижным и направляется следящей системой на дорожку с данными. Чередующиеся светлые и тёмные участки дорожки порождают изменение светового потока отражённого луча и переводятся в изменение электрического сигнала, который далее и преобразуется в биты информации электрической системой привода — «декодируется».
Прожигание записывающего слоя является необратимым химическим процессом, то есть однократным. Поэтому записанную на CD-R информацию нельзя стереть, в отличие от CD-RW. CD-R, однако, можно записывать по частям, которые называют сессиями.
Существует несколько методов записи данных на CD-R:
1. Disc-At-Once, DAO (Диск за раз) — весь диск записывается одной сессией, от начала до конца без перерывов. Сначала на диск записывается специальная информация, обозначающая начало записи (англ. lead-in), после этого «прожигаются» данные, а затем диск «закрывается», то есть записывается специальная последовательность битов, которая сообщает о невозможности добавления информации на эту «болванку» (англ. lead-out). Такой способ хорошо подходит для записи концертных выступлений «вживую», без пауз между песнями, а также в качестве мастер-дисков для последующего тиражирования на заводе.
2. Track-At-Once, TAO (Дорожка за раз) — данные пишутся по одной дорожке (сессии) за раз и диск оставляется «открытым» (то есть запись о «закрытии» диска не делается), что говорит о возможности дальнейшей записи информации на этот диск. Кроме того, это позволяет записывать аудиодиски с дополнительной «компьютерной» дорожкой. Аудиодиск сможет читаться на CD-плеере только после того, как будет записана таблица содержания (TOC — Table Of Content). После записи TOC добавление дорожек становится невозможным.
3. Packet Writing (Пакетная запись) — не очень распространённый вид записи, при котором диск «форматируется» и в дальнейшем на него можно записывать данные или делать ранее записанные данные «невидимыми», то есть такой CD-R становится похожим на диски с произвольным чтением и записью. Однако при любом изменении данных (удаление, запись, изменение) на диске необходимо записывать дополнительные пакеты, и после того как все пакеты будут записаны, диск станет недоступным для дальнейших изменений — только для чтения. Поддерживается не всеми приводами, что приводит к проблемам совместимости.
4. Session-At-Once, SAO (Сессия за раз) — режим SAO применяется при записи формата CD-Extra. При использовании данного формата, на диске возможна запись как аудиоинформации (CD-DA), так и программной части. При записи сначала «прожигаются» аудиотреки, а затем данные.
5. Multisession (Мультисессия) — режим записи, позволяющий в дальнейшем добавлять информацию на диск. Каждая сессия содержит информацию начала сессии (lead-in), затем — данные и информацию о конце сессии (lead-out). При записи в режиме мультисессии информация о структуре предыдущих записей копируется в новую сессию и может быть отредактирована. Таким образом, пользователь может уничтожить информацию о структуре уже ненужных или устаревших записей, не включив её в новую таблицу содержания (TOC — Table Of Content). Есть возможность «стирать» ненужную ему информацию с компакт-диска, хотя на самом деле физически она продолжает оставаться на CD-диске. Информация может быть восстановлена с помощью специального программного обеспечения.

## Условия хранения и средний срок жизни записанных CD-R
На данный момент (2009) среднее время жизни CD-R только оценивается на основании ускоренных тестов старения, так как данная технология оптических носителей слишком молодая и не имеет практических данных на этот счёт. Считается, что при должном уходе CD-R должны выдерживать не менее тысячи циклов чтения и хранить записанную информацию несколько сотен лет. Некоторые общепринятые практики неправильного обращения с дисками могут уменьшить эту цифру до одного-двух лет. Поэтому, если основная цель записи — долговременное хранение информации, следует бережно обращаться с CD-R.
Характеристики материала уже записанных CD-R со временем подвержены ухудшению, впрочем, как и у большинства других записываемых носителей. Оптические диски для однократной записи, CD-R, используют в записываемом слое краситель, который под воздействием тепла меняет свойства, влияющие на хранение данных.
Многие дешёвые записываемые «болванки» малоизвестных фирм, равно как и безымянные, «лысые», «технологические» болванки, имеют срок жизни порядка двух лет. Некоторые такие «болванки» более высокого качества имеют более длительный срок службы — около пяти лет. Отличить низкокачественные «болванки» от высококачественных весьма сложно, так как лишь немногие производители (например, Taiyo Yuden) заботятся о сроке жизни своих изделий. Из-за ценовых войн качество дисков часто приносится в жертву достижению как можно более низкой себестоимости.
Рекомендации по хранению и работе с «болванками» CD-R:
- Хранить вертикально, каждый — в отдельном футляре или слим-футляре. Это поможет избежать случайных царапин на рабочей поверхности диска.
- Избегать изгибания «болванки». Чтобы вынуть диск из футляра, ни в коем случае нельзя «стягивать» его за края. Вместо этого нужно слегка нажать пальцем в центре держателя-защёлки, фиксирующей диск в футляре, что позволит вынуть диск без усилий и изгибания.
- «Болванку» нужно держать за тонкие края по периметру, и стараться не касаться прозрачного защитного слоя, чтобы не загрязнять эту поверхность отпечатками пальцев.
- Хранить в прохладном сухом месте. Оптимальная температура 5—20 °C (41—68 °F), влажность 30—50 %. Также нежелательны резкие перепады этих значений.
- Избегать прямого солнечного света. Он может нагреть футляр и диск, который в нём находится. Продолжительное воздействие прямого ультрафиолетового света (в том числе солнечного) на диск также негативно сказывается на его характеристиках. Однако небольшие дозы рентгеновского излучения (например, при проходе контроля в аэропорту) или магнитные поля не должны наносить существенного ущерба дискам.
- Если возможно, при написании пометок на поверхности для записей использовать фломастеры или маркеры с водяными растворителями и мягким пером. Лучшее место для пометки — это небольшое пространство на диске вокруг центрального отверстия шириной порядка одного сантиметра, обычно полностью прозрачного. Фломастеры на спиртовых растворителях считаются менее вредными для диска, чем на ксиленовых или толуоловых. Обычно перманентные маркеры делаются на основе ксилена или толуола, и поэтому использовать их для пометок на диске не рекомендуется. Многие производители выпускают фломастеры, специально разработанные для нанесения надписей на оптические носители (CD/DVD).
- Никогда не используйте наклейки на дисках. Клеящее вещество наклеек может химически воздействовать на диск, а в высокоскоростных приводах компакт-дисков наклейки приводят к биению диска. Известны случаи, когда диск разлетался на части внутри привода, что приводило к потере информации и выходу привода из строя.
- Недопустимо появление царапин на любой из поверхностей диска. Даже небольшая царапина на «внешней» поверхности с записывающим слоем может привести к частичной или полной потере информации. Вопреки распространённому мнению, небольшие царапины с «прозрачной» («внутренней») стороны диска менее опасны, но тоже могут привести к проблемам чтения и записи. Нельзя писать на дисках шариковыми ручками, так как механическое воздействие на диск обычно приводит его в негодность.
- Контакт с водой также нежелателен для диска, особенно для «технологических» «болванок».

## Очистка дисков
Как правило, чистить диск CD-R нужно только в том случае, если возникают проблемы с чтением информации с него. Коды коррекции ошибок, используемые в CD-R, обычно хорошо справляются с отпечатками пальцев и царапинами на прозрачной стороне.
Накопившуюся пыль можно убрать, протерев диск мягкой тканью движениями от центра к краю диска в радиальном направлении. Нельзя протирать диск круговыми движениями, так как круговые царапины будут параллельны дорожке, повреждая длинные блоки, из-за чего считываемые данные труднее поддаются восстановлению системой помехозащищённого кодирования, чем в случае с радиальными царапинами. Более предпочтителен другой способ убрать пыль — сдуть её с помощью струи воздуха из баллончика со сжатым воздухом, который продаётся в магазинах.
Отпечатки пальцев или грязь можно удалить с помощью мягкой ткани, смоченной спиртом (этиловым или изопропиловым; для этих же целей в магазинах продаются специализированные жидкости), после чего насухо вытереть диск такими же радиальными движениями.
Никогда не следует использовать ацетон, растворитель лака для ногтей, керосин, бензин или другие растворители на основе нефтепродуктов. Такие агрессивные растворители могут буквально растворить сам диск или сделать его поверхность мутной и непригодной для работы. Допустимо применять только спиртовые растворители.
Удалить царапины с нечитаемого диска можно полировкой различными средствами, в простейшем случае с помощью зубной пасты, наносимой на ткань или газетную бумагу (при внешней кажущейся простоте — трудоёмкий процесс, требующий от исполнителя определённой подготовки, наличия навыков и, порой, специальной оснастки). После такой чистки на диске может появиться множество мелких царапин, которые должны быть «незаметны» для привода, но зато исчезнут крупные, что позволит считать ранее нечитаемые данные.
Также выпускаются и продаются специальные машинки для полировки дисков (например, «SkipDr»).

## Читаемость записанных CD-R в обычных CD-приводах
Имеется несовместимость CD-R и очень старых приводов для чтения компакт-дисков. Это вызвано, в основном, меньшей отражательной способностью CD-R дисков. Существуют даже DVD-проигрыватели, не способные читать записанные диски по той же причине.
Бо́льшая часть бытовых CD-приводов без проблем воспринимает носители CD-R (в отличие от дисков CD-RW, с которыми совместима лишь самая современная техника).
Иногда CD-R становится читаемым в старых CD-приводах, но только с закрытой сессией.

## Производители

### Мировые
- Kodak (до 2002 года[1])
- LG
- Maxell
- Samsung
- Sony (до 2024 года[2][3])
- TDK (до 2006 года[4][5])
- Verbatim[англ.]
- China OEM

### В России
- Mirex